# Тейф Мойсей
Мойсей Саламанович Тейф (біл. Майсей Саламонавіч Тэйф; *4 (17) вересня 1904, Мінськ — †23 грудня 1966. Москва) — білоруський поет, прозаїк. Писав на їдиші.

## Біографія
Закінчив вечірню школу в Мінську. У 1923 році поступив у Білоруський державний університет. З 1924 навчався на вечірньому відділенні і працював на фабриці шпалер. Перші вірші датовані 1920; почав публікуватись з 1925 року. У 1928 вступив на відділення їдишу і єврейської літератури Другого Московського державного університету. Підпрацьовував нічною коректорською працею. Після закінчення навчання у 1933 повернувся у Мінськ. Багато працював; впродовж 1920–1930 видав 11 книг; перекладав на їдиш твори білоруських і російських поетів; писав драматичні твори, які були поставлені на сцені Єврейського театру в Мінську. Заарештований 23.4.1938. Визволений перед війною. У 1941 — мобілізований; війну провів на фронті, старший сержант артилерійської частини; отримав бойові нагороди. Після демобілізації у 1956 жив в Москві. Знову арештований у 1951. До 1956 перебував на спецпоселенні у Воркуті. Після реабілітації у 1956 повернувся до Москви. З 1961 до 1964 — редактор поезії часопису «Савеціш Геймланд».